# Paso Mã Pí Lèng

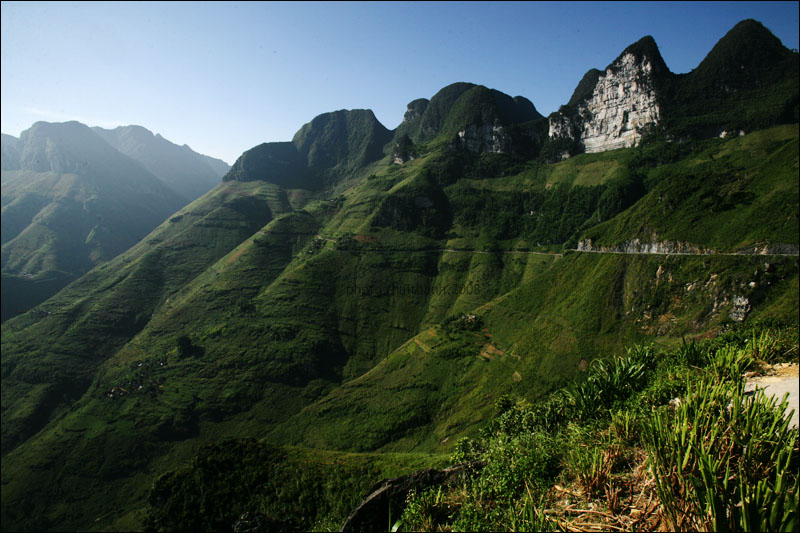
Paso Mã Pí Lèng

El paso Mã Pí Lèng (en vietnamita: Đèo Mã Pí Lèng) es un paso de montaña en el territorio de las comunas de Pai Lung y Pa Vi, en la provincia de Hà Giang, al norte de Vietnam (en la frontera con China). 
Tiene aproximadamente 20 kilómetros de largo, en el tramo de la autopista 4C que conecta las ciudades de Đồng Văn y Mèo Vạc. Está a una altitud de 1.500 metros sobre el nivel del mar. La carretera fue construida por primera vez por las minorías Yao, Hmong, Tay y Lolo. Esta sección de la Carretera 4C fue construida en los años 60.